# Министерство иностранных дел Мексики
Секретариат иностранных дел (исп. Secretaría de Relaciones Exteriores, SRE) — федеральный орган исполнительной власти с функциями Министерства иностранных дел. Является одним из государственных секретариатов, которые составляют Федеральное государственное управление — группу министерств и ведомств (известных в стране как президентский кабинет), осуществляющих управление страной под руководством Президента Мексика. Непосредственно секретариат отвечает за разработку, планирование, выполнение и координацию государственной политики в области международных дел.
Министерство иностранных дел Мексики было основано 8 сентября 1821 года и называлось Государственный секретариат и управление внешних и внутренних дел (исп. Secretaría de Estado y del Despacho de Relaciones Exteriores e Interiores. Декрет президента Мексики об учреждении министерств, в том числе и внешнеполитического, вышел 8 ноября 1821 года. Пережив ряд реорганизаций и переименований в 1911 году получило своё нынешнее название.

## Функции
Секретариат иностранных дел Мексики действует согласно статье 28 Органического закона о федеральном общественном управлении (исп. Ley Orgánica de la Administración Pública Federal), принятому в 1976 году. Среди функций секретариата иностранных дел:
- координация работы остальных органов исполнительной власти, когда в рамках своих собственных обязанностей они занимаются вопросами за пределами страны;
- применение государственных принципов в международных отношениях, которые отмечены в пункте X статьи 89-й Конституции Мексики;
- представление Мексики на глобальных и региональных форумах, в международных комиссиях, конгрессах, конференциях и выставках, а также в международных организациях, в состав которых входит правительство Мексики;
- руководство дипломатической службой, а также дипломатическими миссиями страны;
- документирование для мексиканцев, выезжающих за границу, и натурализация для проживающих в стране иностранцев;
- переговоры, которые касаются споров или соглашений, связанных с территориальными границами;
- сотрудничество с Генеральной прокуратурой Республики[англ.] в процессах экстрадиции;
- содействие коммерческому и туристическому продвижению страны;
- остальные прямо приписанные ему законами и правилами.

## Организационная структура
Для выполнения своих функций Секретариат иностранных дел имеет следующие подразделения:
Главный офис (Oficialía Mayor)
- Генеральный директорат дипломатической службы и управления персоналом (Dirección General del Servicio Exterior y Recursos Humanos
- Генеральный директорат программирования, организации и бюджета (Dirección General de Programación, Organización y Presupuesto
- Генеральный директорат по правовым вопросам (Dirección General de Asuntos Jurídicos
- Генеральный директорат информационных технологий и инноваций (Dirección General de Tecnologías de Información e Innovación
- Генеральный директорат делегаций (Dirección General de Delegaciones
- Генеральный директорат недвижимости и материальных ресурсов (Dirección General de Bienes Inmuebles y Recursos Materiales

Подсекретариат (Subsecretaría de Relaciones Exteriores)
- Генеральный директорат по Азиатско-Тихоокеанскому региону (Dirección General para Asia Pacífico)
- Генеральный директорат по Африке и Ближнему Востоку (Dirección General para África y Medio Oriente)
- Генеральный директорат по Европе (Dirección General para Europa)
- Институт Матиаса Ромеро[исп.] (Instituto Matías Romero)

Подсекретариат по делам Латинской Америки и Карибского бассейна (Subsecretaría para América Latina y el Caribe)
- Генеральный директорат стран Латинской Америки и Карибского бассейна (Dirección General para América Latina y el Caribe)
- Генеральный директорат американских региональных организаций и механизмов (Dirección General de Organismos y Mecanismos Regionales Americanos)
- Мексиканские секции Международной пограничной и водной комиссии между Мексикой и Гватемалой и между Мексикой и Белизом (Secciones Mexicanas de las Comisión Internacional de Límites y Aguas entre México y Guatemala y entre México y Belice)

Подсекретариат по Северной Америке (Subsecretaría para América del Norte)
- Генеральный директорат по Северной Америке (Dirección General para América del Norte)
- Генеральный директорат по защите мексиканцев за рубежом (Dirección General de Protección a Mexicanos en el Exterior)
- Генеральный директорат консульских служб (Dirección General de Servicios Consulares)
- Институт мексиканцев за рубежом (Instituto de los Mexicanos en el Exterior)
- Мексиканская секция Международной пограничной и водной комиссии Мексика-США (Sección Mexicana de la Comisión Internacional de Límites y Aguas México-Estados Unidos)

Подсекретариат по многосторонним вопросам и правам человека (Subsecretaría para Asuntos Multilaterales y de Derechos Humanos)
- Генеральный директорат по глобальным вопросам (Dirección General para Temas Globales)
- Генеральный директорат по Организации Объединенных Наций (Dirección General para la Organización de las Naciones Unidas)
- Генеральный директорат по правам человека и демократии (Dirección General de Derechos Humanos y Democracia)
- Генеральный директорат связей с организациями гражданского общества (Dirección General de Vinculación con Organizaciones de la Sociedad Civil)

Юридическая консультация (Consultoría Jurídica)
- Генеральный директорат исторической дипломатической коллекции (Dirección General del Acervo Histórico Diplomático)

Мексиканское агентство международного сотрудничества в целях развития (Agencia Mexicana de Cooperación Internacional para el Desarrollo — AMEXCID
- Генеральный директорат по образованию и культурному сотрудничеству (Dirección General de Cooperación Educativa y Cultural)
- Генеральный директорат международного экономического развития (Dirección General de Promoción Económica Internacional)
- Генеральный директорат двусторонних экономических отношений (Dirección General de Relaciones Económicas Bilaterales)
- Генеральный директорат научно-технического сотрудничества (Dirección General de Cooperación Científica y Técnica)
- Генеральный директорат Проекта по интеграции и развитию в Мезоамерике (Dirección General del Proyecto de Integración y Desarrollo de Mesoamérica)

## Посольства и консульства
Секретариат иностранных дел также контролирует работу дипломатических миссий, представляющих Мексику в иностранных государствах и международных организациях. По состоянию на 2017 год Мексика поддерживает дипломатические отношения со 193 странами. Страна имеет широкую сеть своих дипломатических представительств по всему миру, насчитывающую более 150 миссий по всему миру, в том числе, 80 посольств, 67 консульств, 7 постоянных представительств при международных организациях по всему миру и 3 отделения связи. Только в США работают 50 мексиканских консульств — это наибольшее число иностранных представительств, размещённых в какой-либо стране. Также Мексика имеет свои представительства при международных организациях, таких как ООН (в Нью-Йорке, Женеве, Вене и Найроби), ЮНЕСКО, ФАО, ОЭСР, ИКАО, ОАГ, Латиноамериканская ассоциация интеграции, Меркосур, Европейский союз и Африканский союз.